# Пастис

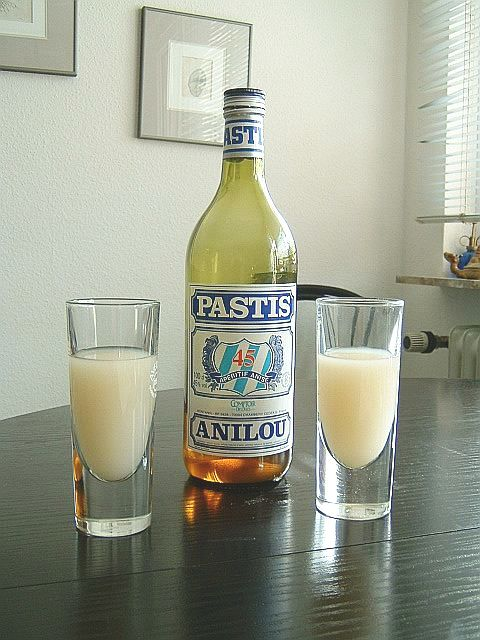
Пастис

Пасти́с (фр. Pastis) — алкогольный напиток, производимый и распространяемый повсеместно во Франции. Представляет собой анисовую настойку; употребляется как аперитив (при этом обычно разбавляется водой приблизительно в пять—восемь раз). Для производства пастиса требуется около 50 растений и пряностей; кроме аниса (обыкновенного и звёздчатого), названы кориандр и петрушка, вероника и ромашка, шпинат, лакрица и т. д. (точного состава не знает никто, кроме производителя). В XIX веке пастис продавался в аптеке как лекарство от гельминтов.
Его появлению способствовал запрет на производство и продажу абсента, что вызвало всплеск спроса на возможные заменители последнего. Когда в начале XX века в большинстве европейских стран запретили абсент, то один из его основных производителей, фирма «Pernod», изменила рецептуру — отказалась от полыни, заменив её анисом. Таким образом около 1915 года и появился пастис. Максимально допустимое содержание алкоголя вначале было ограничено и составляло 30 %. В 1922 году было разрешено повысить его до 40 %, а в 1938 году — до 45 %.
На основе пастиса готовится ряд коктейлей, среди которых можно выделить следующие:
- «Руру» — смесь пастиса и клубничного сиропа;
- «Попугай» — смесь пастиса и зелёного мятного сиропа;
- «Помидор» — пастис и гренадин;
- «Корнишон» — пастис с добавлением бананового сиропа и многие другие.